# Веквейті
Веквейті (англ. Wekweètì) — поселення в Канаді, у  Північно-західних територіях.

## Населення
За даними перепису 2016 року, поселення нараховувало 129 осіб, показавши скорочення на 8,5%, порівняно з 2011-м роком. Середня густина населення становила 8,8 осіб/км².
З офіційних мов обидвома одночасно не володів жоден з жителів, тільки англійською — 130. Усього 65 осіб вважали рідною мовою не одну з офіційних, з них усі — одну з корінних мов.
Працездатне населення становило 55,6% усього населення, рівень безробіття — 20%.

## Клімат
Середня річна температура становить -7,7°C, середня максимальна – 17,9°C, а середня мінімальна – -33,4°C. Середня річна кількість опадів – 267 мм.
| Клімат поселення                              | Клімат поселення | Клімат поселення | Клімат поселення | Клімат поселення | Клімат поселення | Клімат поселення | Клімат поселення | Клімат поселення | Клімат поселення | Клімат поселення | Клімат поселення | Клімат поселення | Клімат поселення |
| Показник                                      | Січ.             | Лют.             | Бер.             | Квіт.            | Трав.            | Черв.            | Лип.             | Серп.            | Вер.             | Жовт.            | Лист.            | Груд.            |                  |
| Середній максимум, °C                         | −24,19           | −22,2            | −16,62           | −5,23            | 5,79             | 14,84            | 17,90            | 15,32            | 8,57             | −0,86            | −13,56           | −20,89           |                  |
| Середня температура, °C                       | −28,8            | −26,79           | −21,2            | −9,81            | 1,21             | 10,27            | 14,03            | 11,42            | 4,70             | −4,75            | −17,42           | −24,78           |                  |
| Середній мінімум, °C                          | −33,39           | −31,37           | −25,78           | −14,4            | −3,37            | 5,68             | 10,14            | 7,55             | 0,80             | −8,64            | −21,31           | −28,67           |                  |
| Норма опадів, мм                              | 14               | 11               | 12               | 8                | 13               | 25               | 38               | 44               | 30               | 31               | 22               | 19               |                  |
| Середньомісячна швидкість вітру, м/с          | 3.17             | 3.48             | 4.29             | 4.40             | 4.50             | 4.38             | 4.10             | 4.40             | 4.70             | 4.70             | 4.00             | 3.22             |                  |
| Середньомісячна сонячна радіація, кДж/м²·день | 847              | 2871             | 8564             | 16028            | 20716            | 22467            | 19571            | 14043            | 8037             | 3224             | 986              | 525              |                  |
| --------------------------------------------- | ---------------- | ---------------- | ---------------- | ---------------- | ---------------- | ---------------- | ---------------- | ---------------- | ---------------- | ---------------- | ---------------- | ---------------- | ---------------- |
| Джерело:                                      |                  |                  |                  |                  |                  |                  |                  |                  |                  |                  |                  |                  |                  |